# Cratyna curvata
Cratyna curvata är en tvåvingeart som först beskrevs av Werner Mohrig och Boris Mamaev 1987.  Cratyna curvata ingår i släktet Cratyna och familjen sorgmyggor. Inga underarter finns listade i Catalogue of Life.